# 扎赫尔公园
扎赫尔公园（希伯来语: גן סאקר）是以色列耶路撒冷市中心最大的公园，邻近沃尔夫森高层公寓和纳克拉沃社区，以及以色列政府建筑群。综合体
扎赫尔公园开辟于1963年，以世界犹太复国主义组织的重要人物哈利·扎赫尔命名。其设计者是 Yahalom Tzur， 公园内设有草坪、步行路径、野餐区、游乐场等 。
1996年4月，公园内安放了一口来自日本的巨大佛钟，上面有希伯来语、阿拉伯语、日语和英语的题刻，全都包含"和平"一词，以及诗篇122篇中的经句:“你们要为耶路撒冷求平安。耶路撒冷啊，爱你的人必然兴旺”